# Kirby's Block Ball
Kirby's Block Ball é um jogo eletrônico para o Game Boy desenvolvido pela HAL Laboratory.
Nele, Kirby tem a missão de destruir blocos e inimigos ao tocá-los. Quando todos os inimigos de Kirby são destruídos, ele vai ao nível seguinte.